# 심리 게임
심리 게임 또는 마인드 게임, 파워 게임 또는 헤드 게임은 심리적 우월주의를 이유로 수행되는 행동으로, 사고 주체의 사기를 저하시키거나 무력화시켜 공격자를 우월해 보이도록 만들기 위해 종종 수동적-공격적 행동을 사용한다. 이는 또한 사람들이 완전히 인식하지 못하고 거래 분석이 전 세계 사회 생활의 중심 요소를 형성한다고 간주하는 은밀한 거래에 참여하는 무의식적 게임을 설명한다.
"마인드 게임"(mind game)이라는 용어가 최초로 사용된 것은 1963년이고, "헤드 게임"은 1977년이다.

## 의식적인 우월주의
친밀한 관계에서 심리 게임은 자신의 인식의 타당성에 대한 한 파트너의 믿음을 약화시키는 데 사용될 수 있다. 개인적인 경험을 부정하고 기억에서 몰아낼 수 있으며, 그러한 폭력적인 심리 게임은 피해자의 현실을 부정하고, 사회적으로 훼손하고, 상대방의 우려나 인식의 중요성을 경시하는 것으로까지 확장될 수 있다. 남녀 모두 자신의 자기기만을 유지하려는 욕구 때문에 무의식적으로 행해질 수 있는 언어적 강압에 대해 동등한 기회를 갖고 있다.
명성을 위한 투쟁의 심리 게임은 사내정치, 스포츠, 인간관계 분야의 일상생활에서 나타난다. 강력한 관리가 과도한 지시로 흐려지고 건전한 경쟁이 조작적인 머리 게임과 방해 행위로 인해 흐려지기 때문에 오피스 심리 게임은 명확하게 식별하기 어려운 경우가 많다. 조심스러운 세일즈맨은 의식적, 무의식적으로 작업 과정에서 다양한 도전적인 심리 게임과 실망스러운 상황에 직면할 준비가 되어 있을 것이다. 진지한 스포츠맨은 또한 경쟁 심리와 편집증 사이의 미묘한 경계를 밟으려고 시도하면서 라이벌의 다양한 계략과 헤드 게임을 만날 준비가 되어 있을 것이다.

## 같이 보기
- 가스라이팅
- 최면
- 교류분석이론
- 피해자 비난